# Мірошніченко Віктор Іванович
Віктор Іванович Мірошніченко (21 квітня 1930, Майкоп — 8 березня 2014) — український господарський діяч, почесний громадянин Херсона.

## Біографія
Народився 21 квітня 1930 року в місті Майкопі (тепер Краснодарський край, Росія). Працювати почав у 1943 році учнем майстра швейної майстерні Прикордонних військ Казахського військового округу міста Алма-Ати.
З 1959 року працював на Херсонській швейній фабриці «Більшовичка» головним інженером, з 1969 року — директором фабрики, з 1995 року — генеральним директором ЗАТ «Красень».

## Відзнаки
- Нагороджений двома орденами Трудового Червоного Прапора (1974, 1981), медаллю «Ветеран праці».
- «Заслужений працівник промисловості»;
- «Лауреат Рейтингу» в Рейтингу популярності та якості товарів і послуг «Золота фортуна»[1];
- Почесний громадянин Херсона (рішення Херсонської міської ради № 16 від 27 вересня 1994 року)[2].